# Microphrys
Microphrys is een geslacht van kreeftachtigen uit de klasse van de Malacostraca (hogere kreeftachtigen).

## Soorten
- Microphrys aculeatus (Bell, 1836)
- Microphrys branchialis Rathbun, 1898
- Microphrys platysoma (Stimpson, 1860)
- Microphrys triangulatus (Lockington, 1877)
- Microphrys weddelli H. Milne Edwards, 1851

### Geplaatst in ander geslacht of gesynonimiseerd
- Microphrys antillensis Rathbun, 1901 -> Omalacantha antillensis (Rathbun, 1901)
- Microphrys bicornutus (Latreille, 1825) a-> Omalacantha bicornuta (Latreille, 1825)
- Microphrys error Kingsley, 1879 -> Microphrys platysoma (Stimpson, 1860)
- Microphrys garthi (Lemos de Castro, 1953) -> Omalacantha garthi (Lemos de Castro, 1953)
- Microphrys interruptus Rathbun, 1920 -> Omalacantha interrupta (Rathbun, 1920)
- Microphrys tenuidus Miers, 1886 -> Pelia tumida (Lockington, 1877)